# Scutelliseta lepidogaster
Scutelliseta lepidogaster är en tvåvingeart som beskrevs av Richards 1968. Scutelliseta lepidogaster ingår i släktet Scutelliseta och familjen hoppflugor. Inga underarter finns listade i Catalogue of Life.